# Macuco
Macuco est une municipalité brésilienne de l'État de Rio de Janeiro et la Microrégion de Cantagalo-Cordeiro.